# Carl Dichmann
Carl Dichmann (* 12. Januar 1859 in Riga, Gouvernement Livland; † 20. November 1937 in Inowrocław, Polen) war ein deutsch-baltischer Eisenverhüttungsexperte.
Dichmann besuchte das Gymnasium in Riga und studierte am dortigen Polytechnikum Handelswissenschaft und Chemie. Er arbeitete zunächst in einer chemischen Fabrik in Riga und dann vor allem in Polen in Stahlwerken als Assistent, Betriebsleiter und schließlich in der Einrichtung neuer Stahlwerke nach dem Bessemer-Verfahren und dem Siemens-Martin-Verfahren. Von 1899 bis 1905 war er für das Stahlwerk in Jurjiwka in Südrussland zuständig und entwickelte dort das Bertrand-Thiel-Verfahren von 1894/95 so weiter, dass die Stahlwerke mit flüssigem Roheisen aus einem Hochofen betrieben wurden.  Ab 1905 war er beratender Ingenieur bei Stahlwerken in Gleiwitz, und ging danach nochmals als Generaldirektor nach Jurjiwka, was er bis 1907 blieb.  Er war beratender Ingenieur in Riga, von 1912 bis 1918 Leiter des Hüttenwerks B. Hantke in Częstochowa, dann Chefchemiker einer Maschinenfabrik mit Eisengießerei in Posen und 1928 bis 1930 Chefchemiker im Milowitzer Eisenwerk im oberschlesischen Sosnowitz.
1911 erhielt er die Karl-Lueg-Denkmünze.

## Schriften
- Der basische Herdofenprozess. Springer, 1910 (2. Auflage 1920, auch ins Englische und Italienische übersetzt, Archive.org).